# Open 35 de Saint-Malo
L'Open GDF SUEZ de Bretagne, conosciuto anche come Open Emeraude Solaire de Saint-Malo durante il 2014-2017 e dal 2018 come Open 35 de Saint-Malo, è un torneo professionistico femminile di tennis giocato su campi in terra rossa. Faceva parte dell'ITF Women's Circuit dal 1996 al 2020, mentre dal 2021 è diventato di categoria WTA 125. Si gioca annualmente dal 2008 a Saint-Malo in Francia, precedentemente si disputava a Dinan dal 1996 al 2007.
La francese Émilie Loit detiene il record nel singolare avendo conquistato 3 titoli, mentre la lettone Diāna Marcinkēviča conserva il suo record nel doppio con due titoli.

## Albo d'oro

### Singolare
| Anno | Categoria    | Campionessa            | Finalista               | Punteggio        |
| ---- | ------------ | ---------------------- | ----------------------- | ---------------- |
| 1996 | ITF $10,000  | Selima Sfar            | Virginie Massart        | 6–4, 7–6         |
| 1997 | ITF $10,000  | Émilie Loit (1)        | Emmanuelle Curutchet    | 6–2, 7–6         |
| 1998 | ITF $10,000  | Émilie Loit (2)        | Élodie Le Bescond       | 6–1, 6–1         |
| 1999 | ITF $25,000  | Ljubomira Bačeva       | Stéphanie Foretz        | 6–2, 2–6, 6–1    |
| 2000 | ITF $25,000  | Melanie Schnell        | Julia Vakulenko         | 2–6, 6–1, 6–2    |
| 2001 | ITF $25,000  | Seda Noorlander        | Cătălina Cristea        | 6–4, 6–2         |
| 2002 | ITF $50,000  | Émilie Loit (3)        | Zuzana Ondrášková (1)   | 6–2, 7–5         |
| 2003 | ITF $50,000  | Eva Birnerová          | Zuzana Ondrášková (2)   | 1–6, 6–2, 6–3    |
| 2004 | ITF $50,000  | Timea Bacsinszky (1)   | Tzipi Obziler           | 6–2, 6–1         |
| 2005 | ITF $75,000  | Roberta Vinci          | Zuzana Ondrášková (3)   | 7–5, 7–5         |
| 2006 | ITF $75,000  | Timea Bacsinszky (2)   | Jaroslava Švedova       | 4–6, 7–5, 6–2    |
| 2007 | ITF $75,000  | Maša Zec Peškirič      | Karin Knapp             | 6–4, 6–2         |
| 2008 | ITF $100,000 | Stéphanie Cohen-Aloro  | Jelena Kostanić Tošić   | 6–2, 7–5         |
| 2009 | ITF $100,000 | Arantxa Parra Santonja | Alexandra Dulgheru      | 6–4, 6–3         |
| 2010 | ITF $100,000 | Romina Oprandi         | Alizé Cornet            | 6–2, 2–6, 6–2    |
| 2011 | ITF $100,000 | Sorana Cîrstea         | Sílvia Soler Espinosa   | 6–2, 6–2         |
| 2012 | ITF $25,000  | Maryna Zanevs'ka (1)   | Estrella Cabeza Candela | 6–2, 6(5)–7, 6–0 |
| 2013 | ITF $25,000  | Teliana Pereira        | Pauline Parmentier      | 6–2, 6–1         |
| 2014 | ITF $50,000  | Carina Witthöft        | Alberta Brianti         | 6–0, 6–1         |
| 2015 | ITF $50,000  | Dar'ja Kasatkina       | Laura Siegemund         | 7–5, 7–6(4)      |
| 2016 | ITF $50,000  | Maryna Zanevs'ka (2)   | Camilla Rosatello       | 6–1, 6–3         |
| 2017 | ITF $60,000  | Polona Hercog          | Diāna Marcinkēviča      | 6–3, 6–3         |
| 2018 | ITF $60,000  | Ljudmila Samsonova     | Katarina Zavac'ka       | 6–0, 6–2         |
| 2019 | ITF $60,000  | Varvara Gračëva        | Marta Kostjuk           | 6–3, 6–2         |
| 2020 | ITF $60,000  | Nadia Podoroska        | Cristina Bucșa          | 4–6, 7–5, 6–2    |
| 2021 | WTA 125      | Viktorija Golubic      | Jasmine Paolini         | 6–1, 6–3         |
| 2022 | WTA 125      | Beatriz Haddad Maia    | Anna Blinkova           | 7–6(3), 6–3      |
| 2023 | WTA 125      | Sloane Stephens        | Greet Minnen            | 6–3, 6–4         |
| 2024 | WTA 125      | Loïs Boisson           | Chloé Paquet            | 4–6, 7–6(3), 6–3 |
| 2025 | WTA 125      | Naomi Ōsaka            | Kaja Juvan              | 6-1, 7-5         |

### Doppio
| Anno | Categoria    | Campionesse                                        | Finaliste                                                    | Punteggio           |
| ---- | ------------ | -------------------------------------------------- | ------------------------------------------------------------ | ------------------- |
| 1996 | ITF $10,000  | Ariadne Katsouli Bérangère Quillot                 | Pavlina Bartůňková Alina Židkova                             | 6–2, 6–2            |
| 1997 | ITF $10,000  | Cécile de Winne Sophie Georges                     | Émilie Loit Laëtitia Sanchez                                 | 7–5, 6–2            |
| 1998 | ITF $10,000  | Camille Pin Aurélie Védy                           | Tathiana Garbin Oana Elena Golimbioschi                      | walkover            |
| 1999 | ITF $25,000  | Janette Husárová Rita Kuti-Kis                     | Rosa María Andrés Rodríguez María Desamparados Ramón Climent | 6–4, 6–2            |
| 2000 | ITF $25,000  | Vanessa Henke Syna Schmidle                        | Stéphanie Foretz Patty Van Acker (1)                         | 6(2)–7, 6–4, 6–2    |
| 2001 | ITF $25,000  | Eléni Daniilídou Caroline Schneider                | Vanessa Henke Syna Schmidle                                  | 6–3, 7–6(4)         |
| 2002 | ITF $50,000  | Caroline Dhenin Émilie Loit                        | Julija Bejhel'zymer Patty Van Acker (2)                      | 6–3, 6–1            |
| 2003 | ITF $50,000  | Gabriela Navrátilová Michaela Paštiková            | Gulnara Fattachetdinova (1) Galina Fokina                    | 1–6, 6–2, 6–3       |
| 2004 | ITF $50,000  | Darija Jurak Galina Voskoboeva                     | Gulnara Fattachetdinova (2) Anastasija Rodionova             | 6–3, 6–2            |
| 2005 | ITF $75,000  | Michaëlla Krajicek Ágnes Szávay                    | Julija Bejhel'zymer (2) Sandra Klösel                        | 7–5, 7–5            |
| 2006 | ITF $75,000  | Klaudia Jans Henrieta Nagyová                      | Mădălina Gojnea Agnieszka Radwańska                          | 3–6, 6–2, 6–4       |
| 2007 | ITF $75,000  | Angelique Kerber Yvonne Meusburger                 | Stéphanie Foretz (2) Aurélie Védy                            | 6–4, 6(6)–7, 6–2    |
| 2008 | ITF $100,000 | María José Martínez Sánchez Arantxa Parra Santonja | Renata Voráčová Nastas'sja Jakimava                          | 6–2, 6–1            |
| 2009 | ITF $100,000 | Timea Bacsinszky Tathiana Garbin                   | Andreja Klepač Aurélie Védy (2)                              | 6–3, rit.           |
| 2010 | ITF $100,000 | Petra Cetkovská Lucie Hradecká                     | Marija Korytceva Ioana Raluca Olaru                          | 6–4, 6–2            |
| 2011 | ITF $100,000 | Johanna Larsson Jasmin Wöhr                        | Nina Bratčikova Darija Jurak                                 | 6–4, 6–2            |
| 2012 | ITF $25,000  | Pemra Özgen Al'ona Sotnikova                       | Aleksandrina Najdenova Teliana Pereira                       | 6–4, 7–6(6)         |
| 2013 | ITF $25,000  | Elica Kostova Florencia Molinero                   | Kathinka von Deichmann Nina Zander                           | 6–2, 6–4            |
| 2014 | ITF $50,000  | Giulia Gatto-Monticone Anastasia Grymalska         | Tatiana Búa Beatriz García Vidagany                          | 6–3, 6–1            |
| 2015 | ITF $50,000  | Kristína Kučová Anastasija Sevastova               | Marija Marfutina Natal'ja Vichljanceva                       | 6(1)–7, 6–3, [10–5] |
| 2016 | ITF $50,000  | Lina Ǵorčeska Diāna Marcinkēviča (1)               | Alexandra Cadanțu (1) Jaqueline Cristian                     | 3–6, 6–3, [10–8]    |
| 2017 | ITF $60,000  | Diāna Marcinkēviča (2) Daniela Seguel              | Irina Maria Bara Mihaela Buzărnescu                          | 6–3, 6–3            |
| 2018 | ITF $60,000  | Cristina Bucșa María Fernanda Herazo               | Alexandra Cadanțu (2) Diāna Marcinkēviča                     | 4–6, 6–1, [10–8]    |
| 2019 | ITF $60,000  | Ekaterine Gorgodze Maryna Zanevs'ka                | Aliona Bolsova Tereza Mrdeža                                 | 6(8)–7, 7–5, [10–8] |
| 2020 | ITF $60,000  | Paula Kania Katarzyna Piter                        | Magdalena Fręch Viktorija Golubic                            | 6–2, 6–4            |
| 2021 | WTA 125      | Kaitlyn Christian Sabrina Santamaria               | Hayley Carter Luisa Stefani                                  | 7–6(4), 4–6, [10–5] |
| 2022 | WTA 125      | Eri Hozumi Makoto Ninomiya (1)                     | Estelle Cascino Jessika Ponchet                              | 7–6(1), 6–1         |
| 2023 | WTA 125      | Greet Minnen Bibiane Schoofs                       | Eri Hozumi Ulrikke Eikeri                                    | 7–6(7), 7–6(3)      |
| 2024 | WTA 125      | Amina Anšba Anastasia Dețiuc                       | Estelle Cascino Carole Monnet                                | 7–6(7), 2–6, [10–5] |
| 2025 | WTA 125      | Maia Lumsden Makoto Ninomiya (2)                   | Oksana Kalašnikova Angelica Moratelli                        | 7-5, 6-2            |